# Xúp

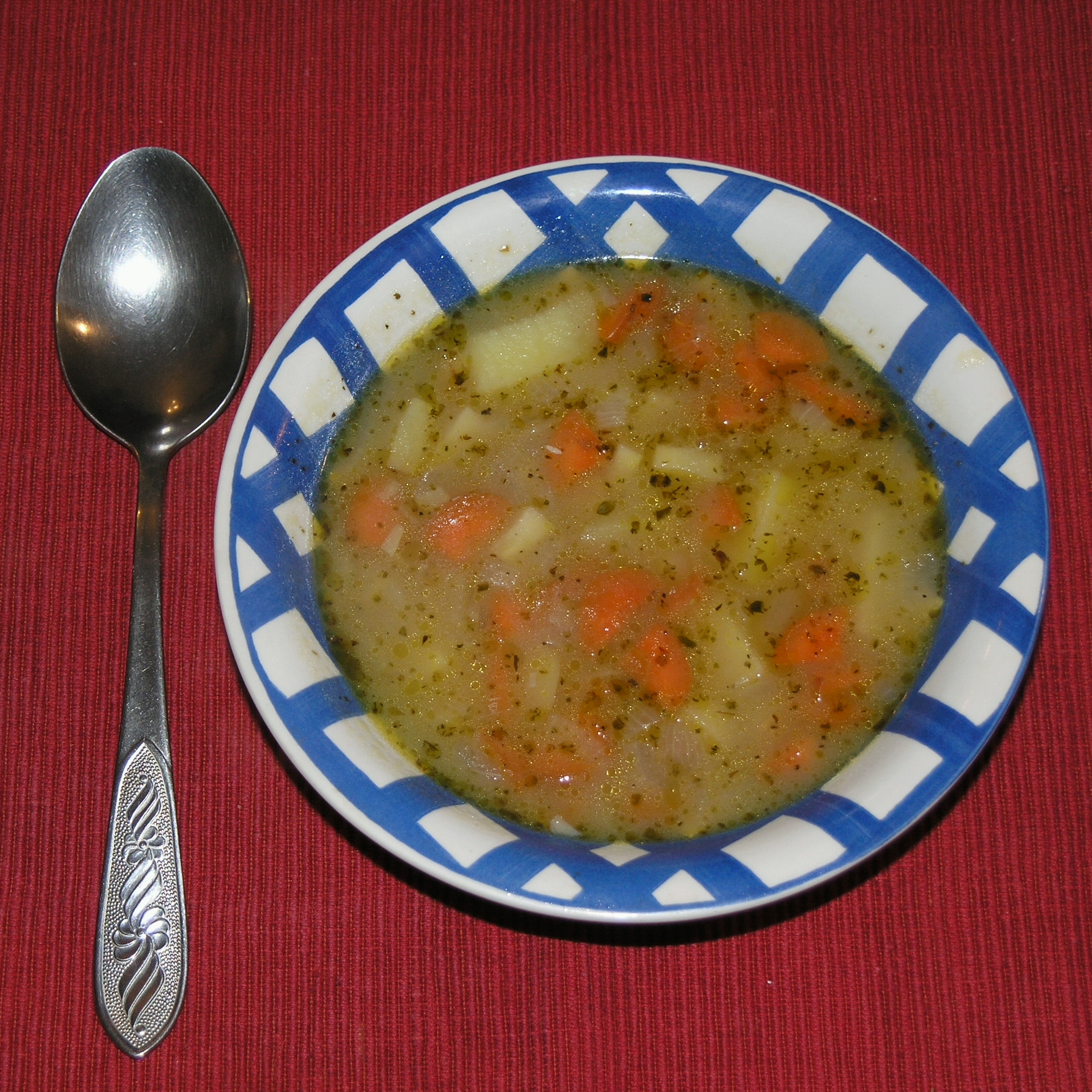
Xúp khoai tây được bày trong đĩa sâu lòng

Xúp (bắt nguồn từ tiếng Pháp soupe /sup/), hay còn viết là súp, là món ăn có dạng thứ nhất là lỏng như canh, thứ hai là dạng sánh sệt kiểu Âu, được làm bằng nhiều nguyên liệu kết hợp với nhau như thịt, cá và rau, đậu, trái cây, nước hoặc các chất lỏng khác, có thêm gia vị, thường ăn vào đầu bữa cơm kiểu Âu như một món khai vị hay bữa điểm tâm. Riêng xúp của người châu Á, đặc biệt là Việt Nam (được gọi là cháo) chịu ảnh hưởng nặng từ các loại xúp đặc của Trung Quốc, đa phần xúp sử dụng tinh bột như của gạo (hay sắn) rồi hòa với nước lã rồi khuấy từ từ trong xúp để tạo độ sánh đồng nhất; trái ngược với người Châu Âu, sử dụng bột mì xào với bơ rồi chế các loại nước dùng cơ bản (được ninh từ xương động vật như bò, lợn, gà) để nấu xúp.

## Lịch sử

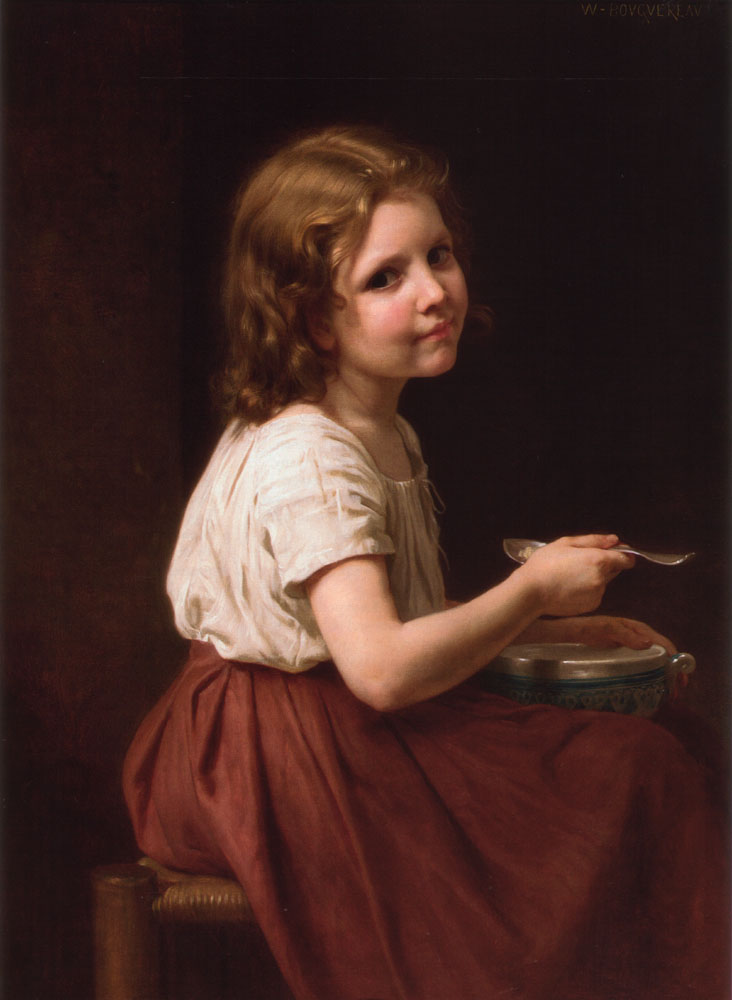
Họa phẩm về một em bé đang ăn xúp

Bằng chứng sớm nhất trong hồ sơ khảo cổ học về món súp trong hành vi ăn uống của con người có từ thời kỳ thời kỳ đồ đá cũ, khi những tảng đá biến đổi do nhiệt trở nên phổ biến. Có những hố sôi nhỏ trên địa điểm Gravettian Pavlov VI. Đá cuội được nung nóng trên "lò sưởi" và sau đó thả vào nước để đun sôi. Tuy nhiên, tính cổ xưa của món xúp vẫn còn gây nhiều tranh cãi. Dựa trên bằng chứng dân tộc học, một số nhà khảo cổ học suy đoán rằng con người thời kỳ đầu đã sử dụng những miếng da thú không thấm nước để đun sôi nước. Quan sát những người Hadza là tộc người sống bằng săn bắt và hái lượm còn sót lại cho thấy cách chế biến món xúp nguyên thủy. Người Hadza đi săn để lấy thịt rừng (những loại khỉ đầu chó, linh dương, lợn rừng, lửng), họ xẻ thịt, lột da gom phần nội tạng, cắt thành những đoạn, miếng, khúc lòng vừa ăn rồi bỏ chung vào nồi nước dùng đun nóng, rắc thêm ít muối, khi chín tới họ sẽ thưởng thức món xúp khoái khẩu của mình, vừa ăn những đoạn lòng ruột béo ngậy mỡ màng dai sựt vừa húp lấy nước súp nóng hổi bổ dưỡng.
Ra đời vào thế kỷ XVI, Xúp bắt nguồn từ "sop", một món ăn ban đầu chỉ là một loại canh hoặc một món hầm chỉ dùng để nhúng những mẩu bánh mỳ. Sau đó, các nhà hàng ở Pháp bắt đầu đưa xúp vào thực đơn của mình như một món ăn và giá thành của xúp phải chăng, phù hợp với túi tiền của thực khách. Năm 1765, một doanh nhân ở Paris đã mở một nhà hàng chuyên về các loại xúp. Chính điều này đã làm thay đổi tên gọi của ‘sop’ và từ đó người ta gọi món ăn này là xúp (soup) trong các nhà hàng. đây là một món ăn ngon miệng, bổ dưỡng và là món ăn thường xuất hiện trong phần khai vị của nhiều bữa tiệc vì nó kích thích vị giác và "lôi cuốn" mọi người vào bữa ăn, đặc biệt trong tiết trời lạnh.
Trong ẩm thực truyền thống của Pháp, xúp được phân thành hai nhóm chính: xúp trong và xúp dày. Các phân loại tiếng Pháp thành lập của xúp rõ ràng là bouillon và consommé. Xúp dày được phân loại tùy thuộc vào loại chất làm đặc được sử dụng: purées là xúp rau được làm dày bằng tinh bột; bánh quy được làm từ vỏ sò xay nhuyễn hoặc rau quả dày kem; xúp kem có thể được làm dày với nước xốt béchamel; và Veloutés được làm sánh đặc với trứng, bơ và kem. Các thành phần khác thường được sử dụng để làm đặc xúp và nước dùng bao gồm trứng, gạo, đậu lăng, bột mì và ngũ cốc; nhiều loại xúp phổ biến cũng bao gồm bí đỏ, cà rốt, khoai tây,... Các loại xúp khác bao gồm xúp trái cây, xúp tráng miệng, xúp xung như hạt đậu, xúp lạnh và các loại xúp khác.
Bằng chứng về sự tồn tại của xúp có thể được tìm thấy từ khoảng 20.000 trước Công nguyên. Đun sôi không phải là một kỹ thuật nấu ăn phổ biến cho đến khi phát minh ra các thùng chứa không thấm nước (có thể xuất hiện dưới dạng các mạch đất sét). Giấu động vật vào vỏ kín nước của vỏ cây hoặc sậy đã được sử dụng trước đó. Để đun sôi nước đá nóng đã được sử dụng. Phương pháp này cũng được sử dụng để nấu trứng cá và các loại cây khác.
Từ xúp xuất phát từ "soupe" của Pháp ("súp", "nước dùng"), đi qua Vulgar Latin suppa ("bánh mì ngâm trong nước dùng") từ một nguồn tiếng Đức, từ đó cũng xuất hiện từ "sop", một mẩu bánh mì được sử dụng để ngâm xúp hoặc một món hầm đặc.
Ở Mỹ, cuốn sách dạy nấu ăn thuộc địa đầu tiên được xuất bản bởi William Park ở Williamsburg, Virginia, vào năm 1742, dựa trên cuốn sách "The Houseeat House House" của Eliza Smith; hoặc Đồng hành của quý bà thành đạt, và nó bao gồm một số công thức nấu xúp và bánh quy. Một cuốn sách nấu ăn năm 1772, Người nội trợ đạm bạc, chứa toàn bộ một chương về chủ đề này. Nấu ăn tiếng Anh thống trị nấu ăn thuộc địa sớm; nhưng khi những người nhập cư mới đến từ các quốc gia khác, các món xúp quốc gia khác đã trở nên phổ biến. Đặc biệt, những người nhập cư Đức sống ở Pennsylvania nổi tiếng với món xúp khoai tây của họ. Năm 1794, Jean Baptiste Gilbert Payplat dis Julien, một người tị nạn từ Cách mạng Pháp, đã mở một cơ sở ăn uống ở Boston có tên là "Người phục hồi", và được gọi là "Hoàng tử Xúp". Cuốn sách nhỏ nấu ăn đầu tiên của Mỹ dành riêng cho công thức nấu xúp được viết vào năm 1882 bởi Emma Ewing: Soup and Soup Making.

## Một số loại xúp
- Xúp gà
- Xúp cua
- Xúp khoai tây
- Xúp khoai lang
- Xúp cà rốt
- Xúp cá
- Xúp hải sản
- Xúp rùa
- Xúp vi cá mập
- Xúp nấm
- Xúp tôm
- Xúp bắp cua
- Xúp rau cải
- Xúp miso
- Sữa bắp